# Оленти (река, впадает в озеро Аулиеколь)
Оленти́ (Оленты, Уленты; каз. Өлеңті) — река в Казахстане. Протекает по территории Акмолинской, Карагандинской и Павлодарской областей. Впадает в озеро Аулиеколь.

## Название
Название Оленти (Оленты) переводится с казахского языка как «осоковая».

## Физико-географическая характеристика
Река Оленти начинается в горах Ерейментау, к югу от села Белоярка. Направление течения — преимущественно на северо-восток. Неподалёку от села Каражар, находящемуся в подчинении администрации города Экибастуз, река впадает в озеро Аулиеколь с западной стороны на высоте 126 м над уровнем моря.
Длина реки составляет 273 км. Из них 91 км приходится на Акмолинскую область, 103 км — на Карагандинскую и 79 км — на Павлодарскую. Площадь водосбора — 4230 км². Водосбор охватывает территорию между бассейнами рек Селеты и Шидерты и характеризуется крупнохолмистым типом рельефа. Суммарная продолжительность притоков составляет 87 км. В низовьях реки расположено несколько пресноводных озёр, связанных с рекой сезонными протоками. Основные притоки: Шарыкты, Каратал, Тасбулак, Тургымбай, Карасу, Карабука.

## Гидрология и ихтиофауна
Питание преимущественно снеговое. 80 % стока приходится на весеннее время. Средний годовой объём стока реки, измеряемый на расстоянии по створу 95 км от устья, составляет 23,7 млн м³.
В реке обитают щука, карась, окунь, плотва, линь.

## Экологические проблемы
В настоящее время река на всём протяжении перекрыта земляными плотинами, формирующими цепь водохранилищ. Водохранилища позволяют поддерживать необходимое для стабильного обеспечения хозяйственно-бытовых нужд постоянство уровня воды в реке, однако из-за них вода доходит до низовий в недостаточном объёме. Это влечёт за собой засоление и опустынивание прибрежных земель в Павлодарской области.

## Достопримечательности
В 10 км к юго-западу от села Тай расположены Олентинские писаницы — петроглифы, относящиеся сразу к нескольким периодам: от энеолита до раннего железного века.